# Rigani
Rigani, auch Rīganī, ist vermutlich der Name einer altkeltischen Göttin. Sie ist eventuell mit der Göttin Rīgantona gleichzusetzen.

## Inschriften
Eine Weiheinschrift aus der ersten Hälfte des 1. Jahrhunderts n. Chr. wurde in Lezoux (Département Puy-de-Dôme) aufgefunden, wo sie offenbar mit der Göttin Rosmerta gleichgesetzt wird:
e[…]ieuririgani rosmertiac („… dies weihte ich der Rigani und der Rosmerta“?).
Möglicherweise wird hier Rigani aber auch als Beiname der Rosmerta verwendet („königliche Rosmerta“?).
In anderen Inschriften wird Rosmerta der latinisierte Titel Regina verliehen, den auch andere keltische Göttinnen trugen, wie beispielsweise Epona.

## Jean Jacques Hatt und die „Gundestrup-Fabel“
Der französische Autor Jean-Jacques Hatt greift in seinem Werk Mythes et Dieux de la Gaule den Namen der Göttin Rigani auf und verbindet sie mit einer Darstellung auf dem Kessel von Gundestrup, in welchem er den „Kernmythos“ der keltischen Mythologie entziffert haben möchte. Hatt zufolge ist Rigani die Mittlerin zwischen Himmel und Erde, die eine gewisse Zeit stets mit dem Himmelsherrn verbrachte, um dann hinabzusteigen und sich mit dem Herrn der Unterwelt zu vereinigen.
Der Gott Esus soll laut Hatt Sohn und Geliebter der Muttergöttin sein, welcher nach seinem Tod mittels eines Fruchtbarkeitsrituals und der Opferung eines Stieres zu neuem irdischen Leben erweckt wird. So soll zu Frühlingsbeginn aus der dunklen Wintergestalt Cernunnos (mit einem Hirschgeweih dargestellter Heros der Anderswelt, der stellvertretende Herr der Tiere und Schatzhüter), wieder seine helle Sommergestalt Esus werden, der Beschützer der Menschen.
Hatts Deutung des auf dem Kessel dargestellten Mythos wird auch als „Gundestrup-Fabel“ bezeichnet. Dagegen stehen vor allem die Kritik des österreichischen Keltologen Helmut Birkhan, der Hatts Deutungen als beleglose Spekulationen und Überinterpretation archäologischer Quellen ansieht, da außer Bildnissen keine schriftliche Quellen zur keltischen Mythologie existieren und viele Götterdarstellungen willkürlich und ungesichert mit Namen versehen wurden.  Demnach war Rigani lediglich ein Kultname, der manchen Göttinnen verliehen wurde. Der Titel wird übertragen als Königin übersetzt. Rīganī entspricht etymologisch dem gleichbedeutenden irischen Wort rígain, das auch im Göttinnennamen Morrigan zu finden ist.